# Gigahercio
| Comparativa de unidades | Comparativa de unidades | Comparativa de unidades |
| Magnitud                | Nombre                  | Sím- bolo               |
| ----------------------- | ----------------------- | ----------------------- |
| 100                     | hercio                  | Hz                      |
| 103                     | kilohercio              | kHz                     |
| 106                     | megahercio              | MHz                     |
| 109                     | gigahercio              | GHz                     |

Microondas.

El gigahercio (GHz) es un múltiplo de la unidad de medida de frecuencia hercio ({\displaystyle \mathrm {Hz} }) y equivale a 109 (1 000 000 000) Hz. Por lo tanto, tiene un período de oscilación de 1 nanosegundo. La unidad fue propuesta en 1930 por el Comité Técnico para Cantidades y Unidades Eléctricas y Magnéticas de la Comisión Electrotécnica Internacional e introducida en 1935 como parte del Sistema Técnico de Unidades.
Las ondas de radio con frecuencias cercanas al gigahercio se denominan microondas. Una microonda de 1 GHz tiene 30 cm de longitud de onda y una de 3 GHz 10 cm. Son muy empleadas en comunicaciones mediante una antena parabólica con aspecto de tambor. Bandas de microondas (en GHz) muy utilizadas son:
- GSM (0,8 y 1,8 GHz)
- GPS (1,3 GHz)
- Wi-Fi (2,4 y 5,0 GHz y por debajo de 1 GHz en Wifi Halow)
- Magnetrón del radar y del horno de microondas (2,4 GHz)

Desde el año 2000 el GHz comenzó a utilizarse en informática para referirse a la frecuencia en el que un cristal de cuarzo emite una señal de reloj que regula un ciclo de un circuito integrado síncrono, principalmente en microprocesadores (aunque no exclusivamente), sustituyendo al megahercio como unidad en que más frecuentemente se indica la velocidad de una CPU.